# Pinerolese Ramie
Le Pinerolese Ramie est un vin italien de la région Piémont doté d'une appellation DOC depuis le 12 septembre 1996. Seuls ont droit à la DOC les vins récoltés à l'intérieur de l'aire de production définie par le décret. 

## Aire de production
Les vignobles autorisés se situent au sud-ouest de Turin en province de Turin dans les communes de Perosa Argentina et Pomaretto.

## Caractéristiques organoleptiques
- couleur : rouge plus ou moins intense
- odeur : caractéristique, frais, délicat
- saveur : sec et harmonieux

Le Pinerolese Ramie se déguste à une température de 14 – 15 °C et il se gardera 1 – 2 ans.

## Production
Province, saison, volume en hectolitres :
- Turin  (1996/97)  23,41